# Лейкс-оф-те-Фор-Сізонс (Індіана)
Лейкс-оф-те-Фор-Сізонс (англ. Lakes of the Four Seasons) — переписна місцевість (CDP) в США, в округах Лейк і Портер штату Індіана. Населення — 7091 особа (2020).

## Географія
Лейкс-оф-те-Фор-Сізонс розташований за координатами 41°24′14″ пн. ш. 87°13′17″ зх. д. / 41.40389° пн. ш. 87.22139° зх. д. (41.403895, -87.221500).  За даними Бюро перепису населення США в 2010 році переписна місцевість мала площу 8,02 км², з яких 6,94 км² — суходіл та 1,08 км² — водойми. В 2017 році площа становила 7,01 км², з яких 5,93 км² — суходіл та 1,08 км² — водойми.

## Демографія
Згідно з переписом 2010 року, у переписній місцевості мешкали 7033 особи в 2551 домогосподарстві у складі 2034 родин. Густота населення становила 877 осіб/км².  Було 2691 помешкання (336/км²).
Расовий склад населення:
| - 93,4 % — білих - 1,2 % — чорних або афроамериканців - 1,0 % — азіатів - 0,2 % — корінних американців - 0,1 % — вихідців з тихоокеанських островів - 2,3 % — осіб інших рас |

До двох чи більше рас належало 1,9 %. Частка іспаномовних становила 8,5 % від усіх жителів.
За віковим діапазоном населення розподілялося таким чином: 23,3 % — особи молодші 18 років, 62,2 % — особи у віці 18—64 років, 14,5 % — особи у віці 65 років та старші. Медіана віку мешканця становила 42,3 року. На 100 осіб жіночої статі у переписній місцевості припадало 96,0 чоловіків;  на 100 жінок у віці від 18 років та старших — 94,5 чоловіків також старших 18 років.
Середній дохід на одне домашнє господарство  становив 96 835 доларів США (медіана — 91 472), а середній дохід на одну сім'ю — 106 122 долари (медіана — 100 552). Медіана доходів становила 75 719 доларів для чоловіків та 37 628 доларів для жінок. За межею бідності перебувало 3,2 % осіб, у тому числі 0,0 % дітей у віці до 18 років та 1,6 % осіб у віці 65 років та старших.
Цивільне працевлаштоване населення становило 3473 особи. Основні галузі зайнятості: освіта, охорона здоров'я та соціальна допомога — 24,7 %, виробництво — 18,8 %, фінанси, страхування та нерухомість — 8,5 %, транспорт — 7,9 %.